# عطاء الله الأشرفي الإصفهاني
عطاء الله الأشرفي اصفهاني؛ (بالفارسیة: عطاءالله اشرفی اصفهانی) (1902-15 أكتوبر 1982) زعيمًا دينيًا إيرانيًا. ولد بالقرب من أصفهان وتلقى تعليمه في أصفهان وفي مدرسة قم. أصبح مجتهدًا عندما كان في الأربعين من عمره. بعد الثورة الإسلامية عام 1979، تم اختياره كإمام جمعة (الملالي لصلاة الجمعة) لمدينة كرمانشاه. قُتل على يد أحد أعضاء مجاهدي خلق أثناء صلاة الجمعة يوم 15 أكتوبر 1982.

## حياته
ولدت أصفهاني عام 1902 في خميني شهر (التي كانت تسمى آنذاك سديه)، وهي مدينة تقع على بعد حوالي 10 كيلومتر (6.2 ميل) غرب وسط مدينة أصفهان. كان والده ميرزا أسد الله عالم دين. والدته السيدة نجمة ابنة السيد محمد تقي الميردامادي. وهو سليل واحدة من جبل عامل العلماء الذين اعتنقوا الإسلام في أيام الإسلام الأولى. ثم انتقل أجداده إلى المنطقة القريبة من أصفهان.

## تعليم
عاش أصفهاني في مسقط رأسه، سديه (التي سميت لاحقًا باسم الخميني شهر بعد الثورة الإسلامية)، حتى سن 12 عامًا. ثم التحق بحوزة أصفهان (الحوزة العلمية) لمدة 10 سنوات تقريبًا، وتعلم من علماء مثل آية الله بشاراتي وحسن المدرس. في عام 1923، في سن العشرين، انتقل إلى مدرسة قم الإكليريكية لمواصلة تعليمه. في البداية، وذهب إلى المدرسة الرضوية) لمدة سنة، ثم فيضة المدرسة لمدة عام آخر قبل البدء بالدراسة مع عبد الكريم الحائري اليزدي. بعد وفاة حائري يزدي عام 1937، درس على يد محمد تقي الخوانساري، وسيد محمد حجة كوه الكمره أي، وسيد صدر الدين الصدر. في سن الأربعين، وكان معتمد للاجتهاد لمحمد تقي الخوانساري. 
عندما ذهب السيد حسين البروجردي إلى قم، درس أصفهاني معه لمدة 15 عامًا. 

## العلاقة مع الخميني
منذ بداية عهد الإصفهاني في حوزة قم، انتبه إليه روح الله الخميني، مستشهداً بفضيلته وجهوده العلمية والعملية. قال عنه الخميني: «هذا مذبحنا العزيز الذي استشهد يوم الجمعة الماضي، كان الشخص العظيم الذي أخلص إليه. أعرف هذا الشخص المبارك ما يقرب من ستين عامًا.»   وقال الخميني أيضًا: «عرفته منذ سنوات طويلة، كنت معجبًا بهدوئه، وسلامته، وروحه المطمئنة، فضلًا عن المعرفة الواسعة والعمل الصالح». كانت المشاعر متبادلة على ما يبدو. وقال الإصفهاني إنه «لا يمكن مقارنة أحد بالإمام الخميني». بعد وفاة البروجردي في عام 1961، حاولت أصفهاني إعلان الخميني مرجعا الأعظم، ليحل محل البروجردي. 

## الأنشطة الدينية والسياسية

### الذهاب إلى كرمانشاه
في عام 1956، انتقل أصفهاني إلى كرمانشاه بأمر من البروجردي لنشر تعاليم الإسلام وإعادة فتح المدرسة الدينية في كرمانشاه.  في عام 1963، عينه الخميني ممثلاً له في كرمانشاه. بعد الثورة الإسلامية في 6 أكتوبر 1979، اختاره الخميني كإمام جمعة كرمنشاه.

### دور في الثورة الإسلامية في إيران
كان من أتباع الخميني في الثورة الإيرانية.  كان إحياء ذكرى وفاة مصطفى الخميني على يد أصفهاني قاعدة للحركة الثورية في كرمانشاه.   في 5 يناير 1978، مع نشر مقال مهينة في اطلاعات صحيفة ضد الخميني، كانت هناك مظاهرات في العديد من المدن الإيرانية، بما في ذلك كرمانشاه. كانت أصفهاني قائدة المظاهرة في كرمانشاه، بالإضافة إلى كثيرين آخرين في تلك المدينة.  

### الحرب العراقية الإيرانية
خلال الحرب العراقية الإيرانية، ذهب إلى مناطق الحرب وتحدث مع الجنود الإيرانيين. كما شدد على أهمية الحرب في الخطب في صلاة الجمعة.   

### محاولة توحيد السنة والشيعة
حاول توحيد السنة والشيعة في كرمنشاه. محاولة ذلك، زار باوه، جوانرود، ورفانسر، والمدن السنية كرمنشاه، وعقد العديد من الاجتماعات مع علماء أهل السنة.

### كتبه
- البيان
- تفسير القرآن (مراجعة موجزة للتفسيرات الشيعية والسنية)
- مجمع الشطات
- كتب المقاطعات
- كتاب عن الامام المهدي.[16]

## وفاته
في 15 أكتوبر 1982، بعد محاولتين فاشلتين لقتله،   نجح عضو من مجاهدي خلق في قتله عن عمر يناهز الثمانين بينما كان يصلي صلاة الجمعة.  